# Choisy-au-Bac
Choisy-au-Bac är en kommun i departementet Oise i regionen Hauts-de-France i norra Frankrike. Kommunen ligger i kantonen Compiègne-Nord som tillhör arrondissementet Compiègne. År 2022 hade Choisy-au-Bac 3 386 invånare.

## Befolkningsutveckling
Antalet invånare i kommunen Choisy-au-Bac
| Referens: INSEE |